# Wireworld
Wireworld – automat komórkowy zaproponowany przez Briana Silvermana w roku 1987, jako część jego programu o nazwie Phantom Fish Tank. Stał on się popularny po publikacji poświęconego mu artykułu w dziale „Computer Recreations” czasopisma Scientific American. 
Wireworld jest często używany do symulacji elementów elektronicznych operujących na wartościach bitowych. Pomimo prostoty reguł, jakie nim rządzą, za pomocą Wireworld można stworzyć działający komputer.

Diody w Wireworld

## Reguły
Komórka w Wireworld może znajdować się w jednym z czterech stanów:
- pusta;
- głowa elektronu;
- ogon elektronu;
- przewodnik.

W oprogramowaniu obrazującym działanie Wireworld komórki są oznaczone zwykle 0-3, a nie 1-4. W przykładach znajdujących się na tej stronie, stany komórek są reprezentowane przez kolory odpowiednio: czarny, niebieski, czerwony i żółty. Nie ma jednak jakiejkolwiek powszechnej reguły na barwienie komórek.

Bramka (FET) XOR

Jak we wszystkich automatach komórkowych upływ czasu przedstawiony jest w postaci dyskretnych kroków czasowych, czyli generacji (w skrócie gens).
Komórka pusta (w stanie zero) na zawsze pozostaje w swoim stanie; inne komórki zachowują się w następujący sposób:
- Głowa elektronu → ogon elektronu;
- Ogon elektronu → przewodnik;
- Przewodnik → głowa elektronu, ale tylko wtedy, gdy dokładnie 1 lub 2 komórki sąsiadujące są głowami elektronu.

Stosowane sąsiedztwo to sąsiedztwo Moore’a, czyli sąsiadem jest każda komórka, która graniczy z daną bokiem lub wierzchołkiem.
Stosowanie tych reguł umożliwia tworzenie struktur wykonujących operacje logiczne.